# En passant
|   | a                                         | b                                         | c                                         | d                                         | e                                         | f                                         | g                                         | h                                         |   |
| 8 | e7 pedone del nero · d5 pedone del bianco | e7 pedone del nero · d5 pedone del bianco | e7 pedone del nero · d5 pedone del bianco | e7 pedone del nero · d5 pedone del bianco | e7 pedone del nero · d5 pedone del bianco | e7 pedone del nero · d5 pedone del bianco | e7 pedone del nero · d5 pedone del bianco | e7 pedone del nero · d5 pedone del bianco | 8 |
| 7 | e7 pedone del nero · d5 pedone del bianco | e7 pedone del nero · d5 pedone del bianco | e7 pedone del nero · d5 pedone del bianco | e7 pedone del nero · d5 pedone del bianco | e7 pedone del nero · d5 pedone del bianco | e7 pedone del nero · d5 pedone del bianco | e7 pedone del nero · d5 pedone del bianco | e7 pedone del nero · d5 pedone del bianco | 7 |
| 6 | e7 pedone del nero · d5 pedone del bianco | e7 pedone del nero · d5 pedone del bianco | e7 pedone del nero · d5 pedone del bianco | e7 pedone del nero · d5 pedone del bianco | e7 pedone del nero · d5 pedone del bianco | e7 pedone del nero · d5 pedone del bianco | e7 pedone del nero · d5 pedone del bianco | e7 pedone del nero · d5 pedone del bianco | 6 |
| 5 | e7 pedone del nero · d5 pedone del bianco | e7 pedone del nero · d5 pedone del bianco | e7 pedone del nero · d5 pedone del bianco | e7 pedone del nero · d5 pedone del bianco | e7 pedone del nero · d5 pedone del bianco | e7 pedone del nero · d5 pedone del bianco | e7 pedone del nero · d5 pedone del bianco | e7 pedone del nero · d5 pedone del bianco | 5 |
| 4 | e7 pedone del nero · d5 pedone del bianco | e7 pedone del nero · d5 pedone del bianco | e7 pedone del nero · d5 pedone del bianco | e7 pedone del nero · d5 pedone del bianco | e7 pedone del nero · d5 pedone del bianco | e7 pedone del nero · d5 pedone del bianco | e7 pedone del nero · d5 pedone del bianco | e7 pedone del nero · d5 pedone del bianco | 4 |
| 3 | e7 pedone del nero · d5 pedone del bianco | e7 pedone del nero · d5 pedone del bianco | e7 pedone del nero · d5 pedone del bianco | e7 pedone del nero · d5 pedone del bianco | e7 pedone del nero · d5 pedone del bianco | e7 pedone del nero · d5 pedone del bianco | e7 pedone del nero · d5 pedone del bianco | e7 pedone del nero · d5 pedone del bianco | 3 |
| 2 | e7 pedone del nero · d5 pedone del bianco | e7 pedone del nero · d5 pedone del bianco | e7 pedone del nero · d5 pedone del bianco | e7 pedone del nero · d5 pedone del bianco | e7 pedone del nero · d5 pedone del bianco | e7 pedone del nero · d5 pedone del bianco | e7 pedone del nero · d5 pedone del bianco | e7 pedone del nero · d5 pedone del bianco | 2 |
| 1 | e7 pedone del nero · d5 pedone del bianco | e7 pedone del nero · d5 pedone del bianco | e7 pedone del nero · d5 pedone del bianco | e7 pedone del nero · d5 pedone del bianco | e7 pedone del nero · d5 pedone del bianco | e7 pedone del nero · d5 pedone del bianco | e7 pedone del nero · d5 pedone del bianco | e7 pedone del nero · d5 pedone del bianco | 1 |
|   | a                                         | b                                         | c                                         | d                                         | e                                         | f                                         | g                                         | h                                         |   |

|   | a                                         | b                                         | c                                         | d                                         | e                                         | f                                         | g                                         | h                                         |   |
| 8 | d5 pedone del bianco · e5 pedone del nero | d5 pedone del bianco · e5 pedone del nero | d5 pedone del bianco · e5 pedone del nero | d5 pedone del bianco · e5 pedone del nero | d5 pedone del bianco · e5 pedone del nero | d5 pedone del bianco · e5 pedone del nero | d5 pedone del bianco · e5 pedone del nero | d5 pedone del bianco · e5 pedone del nero | 8 |
| 7 | d5 pedone del bianco · e5 pedone del nero | d5 pedone del bianco · e5 pedone del nero | d5 pedone del bianco · e5 pedone del nero | d5 pedone del bianco · e5 pedone del nero | d5 pedone del bianco · e5 pedone del nero | d5 pedone del bianco · e5 pedone del nero | d5 pedone del bianco · e5 pedone del nero | d5 pedone del bianco · e5 pedone del nero | 7 |
| 6 | d5 pedone del bianco · e5 pedone del nero | d5 pedone del bianco · e5 pedone del nero | d5 pedone del bianco · e5 pedone del nero | d5 pedone del bianco · e5 pedone del nero | d5 pedone del bianco · e5 pedone del nero | d5 pedone del bianco · e5 pedone del nero | d5 pedone del bianco · e5 pedone del nero | d5 pedone del bianco · e5 pedone del nero | 6 |
| 5 | d5 pedone del bianco · e5 pedone del nero | d5 pedone del bianco · e5 pedone del nero | d5 pedone del bianco · e5 pedone del nero | d5 pedone del bianco · e5 pedone del nero | d5 pedone del bianco · e5 pedone del nero | d5 pedone del bianco · e5 pedone del nero | d5 pedone del bianco · e5 pedone del nero | d5 pedone del bianco · e5 pedone del nero | 5 |
| 4 | d5 pedone del bianco · e5 pedone del nero | d5 pedone del bianco · e5 pedone del nero | d5 pedone del bianco · e5 pedone del nero | d5 pedone del bianco · e5 pedone del nero | d5 pedone del bianco · e5 pedone del nero | d5 pedone del bianco · e5 pedone del nero | d5 pedone del bianco · e5 pedone del nero | d5 pedone del bianco · e5 pedone del nero | 4 |
| 3 | d5 pedone del bianco · e5 pedone del nero | d5 pedone del bianco · e5 pedone del nero | d5 pedone del bianco · e5 pedone del nero | d5 pedone del bianco · e5 pedone del nero | d5 pedone del bianco · e5 pedone del nero | d5 pedone del bianco · e5 pedone del nero | d5 pedone del bianco · e5 pedone del nero | d5 pedone del bianco · e5 pedone del nero | 3 |
| 2 | d5 pedone del bianco · e5 pedone del nero | d5 pedone del bianco · e5 pedone del nero | d5 pedone del bianco · e5 pedone del nero | d5 pedone del bianco · e5 pedone del nero | d5 pedone del bianco · e5 pedone del nero | d5 pedone del bianco · e5 pedone del nero | d5 pedone del bianco · e5 pedone del nero | d5 pedone del bianco · e5 pedone del nero | 2 |
| 1 | d5 pedone del bianco · e5 pedone del nero | d5 pedone del bianco · e5 pedone del nero | d5 pedone del bianco · e5 pedone del nero | d5 pedone del bianco · e5 pedone del nero | d5 pedone del bianco · e5 pedone del nero | d5 pedone del bianco · e5 pedone del nero | d5 pedone del bianco · e5 pedone del nero | d5 pedone del bianco · e5 pedone del nero | 1 |
|   | a                                         | b                                         | c                                         | d                                         | e                                         | f                                         | g                                         | h                                         |   |

|   | a                    | b                    | c                    | d                    | e                    | f                    | g                    | h                    |   |
| 8 | e6 pedone del bianco | e6 pedone del bianco | e6 pedone del bianco | e6 pedone del bianco | e6 pedone del bianco | e6 pedone del bianco | e6 pedone del bianco | e6 pedone del bianco | 8 |
| 7 | e6 pedone del bianco | e6 pedone del bianco | e6 pedone del bianco | e6 pedone del bianco | e6 pedone del bianco | e6 pedone del bianco | e6 pedone del bianco | e6 pedone del bianco | 7 |
| 6 | e6 pedone del bianco | e6 pedone del bianco | e6 pedone del bianco | e6 pedone del bianco | e6 pedone del bianco | e6 pedone del bianco | e6 pedone del bianco | e6 pedone del bianco | 6 |
| 5 | e6 pedone del bianco | e6 pedone del bianco | e6 pedone del bianco | e6 pedone del bianco | e6 pedone del bianco | e6 pedone del bianco | e6 pedone del bianco | e6 pedone del bianco | 5 |
| 4 | e6 pedone del bianco | e6 pedone del bianco | e6 pedone del bianco | e6 pedone del bianco | e6 pedone del bianco | e6 pedone del bianco | e6 pedone del bianco | e6 pedone del bianco | 4 |
| 3 | e6 pedone del bianco | e6 pedone del bianco | e6 pedone del bianco | e6 pedone del bianco | e6 pedone del bianco | e6 pedone del bianco | e6 pedone del bianco | e6 pedone del bianco | 3 |
| 2 | e6 pedone del bianco | e6 pedone del bianco | e6 pedone del bianco | e6 pedone del bianco | e6 pedone del bianco | e6 pedone del bianco | e6 pedone del bianco | e6 pedone del bianco | 2 |
| 1 | e6 pedone del bianco | e6 pedone del bianco | e6 pedone del bianco | e6 pedone del bianco | e6 pedone del bianco | e6 pedone del bianco | e6 pedone del bianco | e6 pedone del bianco | 1 |
|   | a                    | b                    | c                    | d                    | e                    | f                    | g                    | h                    |   |

Nel gioco degli scacchi la presa en passant o presa al varco è una mossa speciale, come l'arrocco, cioè un'eccezione alle normali regole del movimento dei pezzi.

## Descrizione
La presa en passant (o presa al varco) è una mossa che coinvolge esclusivamente i pedoni e può essere eseguita da ciascun pedone che si trovi nelle condizioni adatte. L'en passant è legato alla caratteristica del pedone di spostarsi di due case quando abbandona la sua posizione di partenza.
Quando un pedone, muovendosi di due passi (quindi per la prima volta), finisce esattamente accanto (sulla stessa traversa e su colonna adiacente) ad un pedone avversario, nella mossa successiva quest'ultimo può catturarlo come se si fosse mosso di un passo solo. I diagrammi illustrano le tre fasi di questa manovra.
È importante notare che, quando un pedone ha la possibilità di effettuare una presa en passant nei confronti di un pedone avversario, deve realizzarla subito, al verificarsi della posizione, altrimenti perde il diritto a farlo.
Nella notazione algebrica la presa en passant viene indicata con l'abbreviazione e.p..

## Altri usi
Nel linguaggio comune la locuzione en passant è sinonimo di "incidentalmente", "per inciso", "di sfuggita", ed altre simili. Si può definire antonimo della locuzione latina ex professo.